# Lofta landskommun
Lofta landskommun var en tidigare kommun i Kalmar län.

## Administrativ historik
När 1862 års kommunalförordningar trädde i kraft inrättades i Sverige cirka 2 500 kommuner. Huvuddelen av dessa var landskommuner (baserade på den äldre sockenindelningen), vartill kom 89 städer och åtta köpingar. I Lofta socken i Norra Tjusts härad i Småland inrättades då denna kommun.
1931 överfördes en del av kommunen till den då nybildade Överums landskommun.
Vid kommunreformen 1952 uppgick den i storkommunen Gamleby.
År 1971 uppgick Gamleby landskommun och detta område i Västerviks kommun.

## Politik

### Mandatfördelning i Lofta landskommun 1938-1946
| 15 | 10 |

| 24 |

| 16 | 9 |

| 23 |

| 1 | 12 | 5 | 2 |

| 19 |